# Herreninsel
Herreninsel (znan tudi kot Herrenchiemsee, prej znan kot Herrenwörth) je največji od treh otokov v Chiemskem jezeru (nemško Chiemsee) s skupno površino 238 ha. Skupaj s Fraueninsel in Krautinsel oblikuje občino Chiemsee, ki je za Buckenhofom druga najmanjša na Bavarskem.
Do otoka se lahko pride celo leto z ladijsko linijo Chiemsee-Schifffahrt, večinoma iz Gstadta in Priena, deloma iz drugih krajev okoli jezera in iz Fraueninsla. Otok je brez avtomobilov. V poletnih mesecih vozi konjska vprega med pomolom in gradom za obiskovalce. 

## Zgodovina
Samostan na Herreninslu je tradicionalno ustanovil vojvoda Tasilo III. Bavarski. Dejanska ustanovitev (po najnovejših arheoloških najdbah) je bila med letoma 620 in 629. Več kot 12 stoletij do sekularizacije na Bavarskem je bil otok v lasti samostana Herrenchiemsee. Otok je leta 1873 pridobil kralj Ludvik II. Bavarski za 350.000 guldov od konzorcija špekulantov lesa iz Württemberga, nato pa je tukaj zgradil svoj grad Herrenchiemsee. To je tudi ustavilo načrtovano krčenje gozda z otoka. V nekdanjem samostanu Alten Schlosses se je od 10. do 23. avgusta 1948 odvijala konvencija za pripravo ustave  Zvezne republike Nemčije. 
Ko se je Karantanija leta 745 podredila Bavarcem in preko njih Frankom, je izgubila zunanjo samostojnost in Karantanci so na Bavarsko poslali talce, med njimi tudi člane knežje rodbine. Tako sta Borutov sin Gorazd in Borutov nečak Hotimir postala talca in sta verjetno prebivala v salzburškem samostanu Herrenchimsee na otoku v zgornjebavarskem Chiemskem jezeru, kjer so ju na prošnjo Boruta spreobrnili v krščansko vero.

### Samostan Herrenchiemsee
Samostan je tradicionalno ustanovil vojvoda Tasilo III. Bavarski. Ustanovitelj je bil Eustasius, opat samostana Luxeuil (Burgundija). Ustanovitev je potekala (po najnovejših arheoloških najdbah) med letoma 620 in 629. Herrenwörth je bil tako najstarejši bavarski samostan, nastal je okoli sedemdeset let pred ustanovitvijo sv. Petra v Salzburgu. Od ustanovitve do 1130 je bil benediktinski samostan, od leta 1130 dalje pa samostan avguštinskih kanonikov. Gradnja triladijske, romanske bazilike je bila dokončana leta 1158. Leta 1215 je Salzburg ustanovil škofijo Chiemsee, škof Chiemsee pa je prebival v Chiemseehofu v Salzburgu. Opatija je bila katedralni del škofije Chiemsee. Na čelu tega kapitlja je bil dekan, ki je bil od leta 1218 tudi arhidiakon edine škofije. Samostanska cerkev, posvečena svetnikoma Sikstu in Sebastjanu od leta 1131, je postala stolnica. Ulrich von Montpreis (umrl 10. novembra 1330), iz Planine pri Sevnici, je bil med 1322-1330 škof v Chiemseeju.
Cvetel je v 15. stoletju. Leta 1446 je prošt Ulrich Häupl pridobil pravico do pontifikata. Po 1498 je prošt Rupert Puetinger dobil naziv Palatinskega grofa Laterana, kar mu je podelilo donosno pravico do izdaje grbovne listine. Slabo gospodarjenje in zadolženost sta pomenili, da je bil samostan med letoma 1552-1562 podrejen posvetni upravi. Samo pod opatom Arsenijem Ulrikom, ki je prišel leta 1627 iz Svetega Križa v Augsburgu in otoški samostan vodil do leta 1653, je okreval.
Leta 1642 se je začela gradnja novega samostana, ki je bil dokončan šele leta 1731. Leta 1676 do 1678 je graubündenski arhitekt Lorenzo Sciasca zgradil novo otoško cerkev v čudovitem baročnem slogu. 1700 do 1704 je bilo po načrtih Antonia Rivasa zgrajeno knežje nadstropje. Od 1727 do 1730 je sledilo prelatovo nadstropje kot zadnja faza gradnje. Samostan je bil razpuščen leta 1803 v času sekularizacije. Prišel je v državno last in je bil istega leta prodan trgovcu iz Mannheima, Carlu von Lüneschloßu. Leta 1807 je bila stolnica škofije Chiemsee oskrunjena in leta 1808 škofija Chiemsee odpravljena. Med letoma 1818 in 1820 v münchenski trgovec Alois od Fleckinger moral podreti stolpa in kor stolnice in v nekdanji ladji uredil pivovarno. Glavni oltar je šel v Rimsting. Samostanske zgradbe so se preoblikovale v (star) grad Herrenchiemsee. Od leta 1840 do leta 1870 je na otoku živel grof Paul Maria Vogt von Hunoltstein. Prodal ga je württemberškemu podjetju za predelavo lesa, ki je načrtovalo popolno izkrčenje gozdov. Kralj Ludvik II. Bavarski je to preprečil in kupil leta 1873 celoten otok za 350.000 goldinarjev ter leta 1878 začel graditi svoj novi dvorec Herrenchiemsee.

## Gradnja in uporaba
Na Herreninslu, v nasprotju s Fraueninsel, ki ga stalno naseljuje okoli 300 ljudi, živi le nekaj ljudi skozi vse leto, vendar pa ga zaradi znane turistične atrakcije, gradu Novi Herrenchiemsee zgrajenega kot pomanjšana kopija Versajske palače, obišče množica turistov. 
Poleg gradu Herrenchiemsee je na otoku še Altes Schloss Herrenchiemsee (Stari grad ali Kloster Herrenchiemsee), ki bo od leta 2019 obnovljen in dostopen javnosti v poletnih mesecih. 

## Gozdarske službe
Približno dve tretjini otoka (brez grajskega ozemlja in severnega dela s starim gradom) sta razdeljeni na deset gozdnih oddelkov (enajst, vključno s starim gradom), s skupno 156,8 ha, kar ustreza 65,9 % otoškega območja. Območje ima parku podoben značaj in ima jelenov park.
Odsek Steinwand - kamniti zidovi - se razprostira na več kot 1800 m nad celotno južno obalo otoka, širine med 20 in 270 m. Ime izhaja iz obale, ki je zelo strma predvsem na zahodu in se iz jezera pojavi kot visoka stena, ki se dviga 25 metrov nad obalo (najvišja točka Herreninsla, 544 m nadmorske višine). Zemljina je ohlapno lepljen apnenec, pred-zgodnje miocenske starosti. Ta kamnina se ne pojavlja nikjer drugje na jezerskih otokih. Iz nekdanjega kamnoloma so pridobili gradbeni material za samostansko cerkev in za klet novega gradu.